# Isopterygium nematosum
Isopterygium nematosum là một loài Rêu trong họ Hypnaceae. Loài này được Broth. & Paris mô tả khoa học đầu tiên năm 1904.